# Jiří Horák
Pour les articles homonymes, voir Horák.
Jiří Horák, né le 23 avril 1924 et mort le 25 juillet 2003, est un homme politique tchécoslovaque, président du Parti social-démocrate (ČSSD) de 1990 à 1993.